# Риве-д'Аркано
Риве-д'Аркано (італ. Rive d'Arcano) — муніципалітет в Італії, у регіоні Фріулі-Венеція-Джулія,  провінція Удіне.
Риве-д'Аркано розташоване на відстані близько 480 км на північ від Рима, 85 км на північний захід від Трієста, 18 км на північний захід від Удіне.
Населення — 2466 осіб (2014).

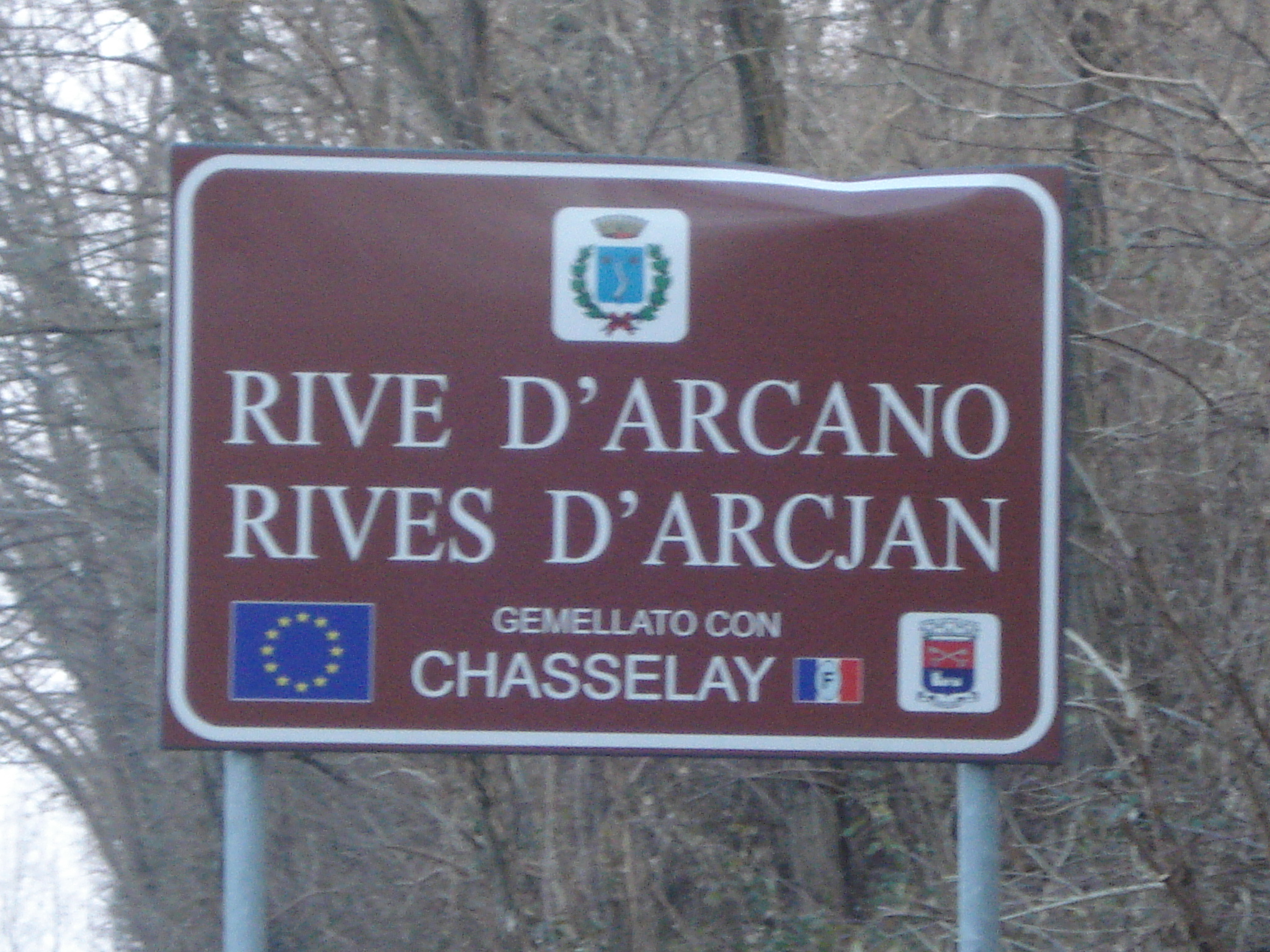

Щорічний фестиваль відбувається 11 листопада. Покровитель — святий Мартин.

## Демографія
Населення за роками:

Станом на 1 січня 2023 року в муніципалітеті офіційно проживало 129 іноземців з 21 країни, серед них 68 громадян країн Євросоюзу та 17 громадян України.

## Сусідні муніципалітети
- Коллоредо-ді-Монте-Альбано
- Козеано
- Діньяно
- Фаганья
- Маяно
- Сан-Данієле-дель-Фріулі
- Сан-Віто-ді-Фаганья